# Planaphrodes bifasciatus
Planaphrodes bifasciatus är en insektsart som först beskrevs av Carl von Linné 1758.  Planaphrodes bifasciatus ingår i släktet Planaphrodes, och familjen dvärgstritar. Arten är reproducerande i Sverige.